# گاوین ماهون
گاوین ماهون (انگلیسی: Gavin Mahon؛ زادهٔ ۲ ژانویهٔ ۱۹۷۷) بازیکن فوتبال اهل بریتانیا است.
از باشگاه‌هایی که در آن بازی کرده‌است می‌توان به باشگاه فوتبال تاموورث، باشگاه فوتبال برنتفورد، باشگاه فوتبال ولورهمپتون واندررز، باشگاه فوتبال کویینز پارک رنجرز، باشگاه فوتبال پورتسموث، باشگاه فوتبال هرفورد یونایتد، باشگاه فوتبال نوتس کانتی، باشگاه فوتبال واتفورد، باشگاه فوتبال کریستال پالاس، و باشگاه فوتبال استیونج اشاره کرد.